# Michel Serrault
Michel Serrault (Brunoy Sena i Oise, França, 24 de gener de 1928 - Vasouy Calvados, 29 de juliol de 2007) va ser un actor francès.
Un dels actors més populars de la seva generació, Serrault ha rodat en total 135 llargmetratges, interpretant papers molt diferents i originals: del bulevard (Casa de boges) i comèdia absurda o delirant (Buffet froid, Le Miraculé, Rien ne va plus) a un registre més fosc (Garde à vue, Les Fantômes du chapelier, Mortelle Randonnée, El cas del Doctor Petiot) passant per una paleta d'interpretacions dramàtiques matisades (Nelly et Monsieur Arnaud, Le Monde de Marty).
És l'únic actor en obtenir el César al millor actor tres vegades, l'any 1979 per a Casa de boges, l'any 1982 per a Garde à vue i l'any 1996 per a Nelly et Monsieur Arnaud .

## Biografia
És fill de Robert Serrault, representant en cartes postals de dia i interventor de teatre de nit, i d'Adeline Foulon. Al desencadenar-se la Segona Guerra Mundial l'any 1939, la seva mare l'envia a Argentat, Corrèze, amb els seus dos germans Raoul i Guy, i la seva germana Denise. Sortit d'una « família molt simplicíssima de tradició cristiana », esdevé nen del cor a l'església d'aquest poble. Hi descobreix la teatralitat de la cerimònia religiosa i voreja la mort en el moment del sagrament de l'extremunció i del funeral religiós.
Portant el germen d'una fe naixent, anuncia a la seva mare l'octubre de 1941 que vol ser sacerdot. L'octubre de 1942, entra al petit seminari de Conflans a Charenton-le-Pont. Des d'aquesta època, proclama haver dues passions, « fer riure i ocupar-me de Déu » i dirà més tard que no li hauria agradat el vot de castedat. Després de dos anys de seminari marcat per l'austeritat, el pare Modest Van Hamme, el seu director espiritual, l'orienta llavors cap al seu ofici d'actor, considerant que serviria millor el Senyor en aquest domini. Michel Serrault quedarà com a fervent catòlic.
S'inscriu a la primavera de 1944 al centre d'art dramàtic del Carrer Blanc i segueix els cursos gratuïts de Jean Le Goff, com José Artur. Paral·lelament, segueix cursos pagant al conservatori Maubel on coneix una altra alumna, Juanita Sant-Peyron, amb qui es casarà el 27 de gener de 1958. Rebutjat al Conservatori l'any 1946, aconsegueix els seus primers contractes com a actor de teatre, marxa de gira a Alemanya, munta un espectacle de pallasso abans de fer el seu servei militar a Dijon l'any 1948. Al seu retorn, integra la tropa dels Branquignols de Robert Dhéry, iniciat al teatre d'avantguarda per Jean-Marie Serreau, estudia l'art del mimodrama amb Étienne Decroux i fa figuració a la Comédie-Française. Als anys 1950 i 1960, fa bones peces de cabarets parisencs en duet amb Jean Poiret, que coneix l'any 1952 en una audició de les matinades clàssiques del Teatre Sarah-Bernhardt. Es donen a conèixer interpretant junts l'esquetx « Jerry Scott, estrella internacional » la primera representació del qual té lloc al cabaret Tabou L'11 de gener de 1953. Debuta al cinema amb Les Branquignols per un petit paper a Ah ! les belles bacchantes (1954), després a Les Diaboliques (1955) d'Henri-Georges Clouzot. Participarà en els seus nombrosos altres films.
Es llança a una llarga aventura en la comèdia: Assassins et Voleurs (1957) de Sacha Guitry, amb Jean Poiret, Le Viager (1972) de Pierre Tchernia, amb qui actuarà a diversos films, on té per a company Michel Galabru, amb el qual participarà en un gran nombre de films com Les Gaspards, Room service. Roda també amb Louis de Funès, llavors encara poc conegut: Nous irons à Deauville, Des pissenlits par la racone, Carambolages, o amb Jean Lefebvre i Bernard Blier: Quand passent les faisans (1965), Le Fou du labo 4 (1967), C'est pas parce qu'on a rien à dire qu'il faut fermer sa gueule (1974).
Figura del Teatre de bulevard, amb els seus papers a obres de televisió d'Au théâtre ce soir, triomfa l'any 1973 amb el paper de l'excèntric travesti « Zaza Napoli » de La Cage aux folles , amb que tornarà més tard amb un èxit internacional a les seves adaptacions al cinema i del qual el primer lliurament li suposa el César al millor actor l'any 1979.
A continuació arriba L'Ibis rouge (1975) de Jean-Pierre Mocky amb Michel Simon. És un gran amic del cineasta amb el qual roda un gran nombre de films dels quals el més gran èxit és Le Miraculé (1987) on actua per última vegada amb el seu vell amic Jean Poiret i dona la rèplica a Jeanne Moreau que retroba en un altre cara a cara truculent a La Vieille qui marchait dans la mer (segons Frédéric Dard) de Laurent Heynemann l'any 1991. Tornarà a la comèdia incisiva amb Rien ne va plus (1997) de Claude Chabrol on forma amb Isabelle Huppert una parella d'atracadors que viuen al dia enganxats a les malles de la xarxa d'un padrí de les Antilles interpretat per Jean-François Balmer. Serrault igualment ha fet el còmic absurde i ubuesc de Bertrand Blier en l'espai de tres col·laboracions: Préparez vos mouchoirs (1978), Buffet froid (1979) i Les Acteurs (2000): en aquest últim, com gairebé tota la resta del prestigiós repartiment, interpreta el seu propi paper.
L'adaptació de la peça Casa de boges al cinema és un èxit internacional, és un dels escassos actors francesos que es pot permetre rodar a la vegada grans produccions i també films d'art i assaig, sovint de menys gran públic.
El 30 d'agost de 1977, perd la seva filla Caroline (tenia 19 anys) en un accident de trànsit a Neuilly-sur-Seine. L'actor, Nita i la seva filla petita no superaran verdaderament mai aquesta tragèdia.

Aquest drama familiar és paral·lel a un canvi de cap artístic: és des d'aleshores en papers dramàtics que l'actor va brodar, aixecant de vegades vives polèmiques com l'any 1997 en la presentació a Canes d'Assassin(s) de Mathieu Kassovitz. Després de l'obtenció d'un segon Cèsar per a Garde à vue (1981) de Claude Miller, on interpreta un notari cínic i equívoc, sospitós de ser l'autor d'una doble violació i homicidi de menors, el seu dialoguista Michel Audiard declara sobre el tema: 
| « | és el més gran actor del món | » |

 ». Aquest món tancat policíac on s'enfronta a Lino Ventura marca sense discussió un gran tomb a la seva carrera, ja que se li obre la porta d'interpretacions més tenebroses: apareix l'any 1982 al costat de Charles Aznavour com un petit comerciant provincial consagrat als homicidis de velles dames a Les Fantômes du chapelier de Claude Chabrol (adaptat de Georges Simenon) o esdevé, a Mortelle Randonnée (1983) de Claude Miller, un pare que creu reconèixer la seva filla desapareguda en la persona d'una jove homicida interpretada per Isabelle Adjani i que segueix abans d'esborrar les traces deixades sobre l'escena del crim.
S'enfronta després a la seva nora adultera interpretada per Nathalie Baye a En toute innocence (1988) d'Alain Jessua i interpreta, per a Christian de Chalonge, el metge, assassí en sèrie, Marcel Petiot a El cas del Doctor Petiot (1990). Era d'altra banda aquest director que havia descobert les seves capacitats a interpretar papers ambigus amb L'Argent des autres  l'any 1978 on era un inquietant banquer. L'any 1995, Nelly et Monsieur Arnaud, el film testament de Claude Sautet, és una altra etapa decisiva per a Serrault, ja que assaja un matís dramàtic que havia manifestat feia poc. Hi interpreta un magistrat jubilat, desencantat, solitari i malenconiós, sol·licitant els serveis d'una jove dona abandonada (interpretada per Emmanuelle Béart) per redactar les seves memòries. La seva actuació és unànimement reconeguda com la seva composició més reeixida. Li permet assolir un últim César l'any 1996. L'any 1999 a Le Monde de Marty  de Denis Bardiau, té el paper d'un ancià mut i paralitzat, amb  Alzheimer però la veu del qual comenta en off els relats de la seva amistat naixent amb un jove noi que pateix leucèmia.
Al final de la seva vida, l'actor feia més aviat papers d' « avi » pagès a la francesa, rondinaire, una mica rústic, però amb un gran cor, com a Les Enfants du marais (1999) de Jean Becker, amb Jacques Villeret i Jacques Gamblin, Une hirondelle a fait le printemps (2001) de Christian Carion, Le Papillon (2002) de Philippe Muyl, Albert est méchant (2003) o La fortuna de viure de Pierre Javaux.

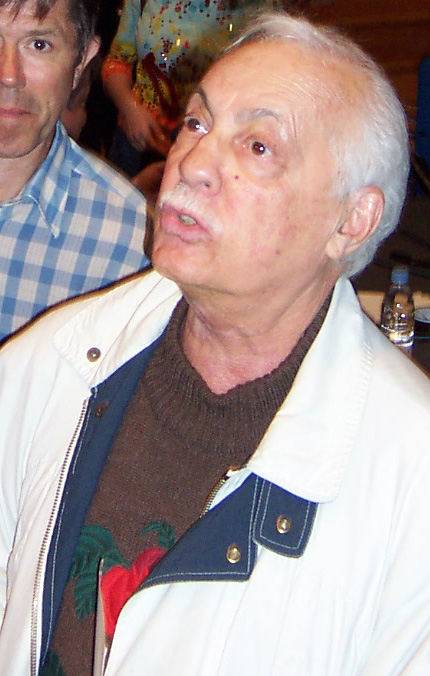
Michel Serrault l'any 2003 a l'emissió Le Fou du roi.

Poc temps abans de la seva mort, s'ha pogut veure'l al funeral de Jean-Claude Brialy, a París. Igualment Acabava una feina on desitjava explicar els seus records, sobre la seva carrera excepcional. Aquesta obra, que es titula Fins aviat, va aparèixer el 12 de novembre de 2007 a  Oh ! Editions. Considerava també portar a la pantalla la vida de senyor Pouget, sacerdot de París que moltes persones il·lustres consultaven per a la seva vasta ciència i els seus consells. Michel Serrault somiava interpretar un dia la vida d'aquest sacerdot que admirava molt.
| « | «Home de físic normal i al caràcter fogós, exagerat, provocador, franc i càlid » | » |

, va interpretar 135 llargmetratges.
Va morir a la seva propietat del Val la Reine a Vasouy, el 29 de juliol de 2007, (un dia abans d'Ingmar Bergman i Michelangelo Antonioni), a l'edat de 79 anys, a causa d'un càncer tot i que patia des de diversos anys d'una rara malaltia, la polocondritis crònica atrofiant, d'aquí la deformació del seu nas... i potser també, la seva veu nasal d'etern constipat. El 2 d'agost de 2007, nombrosos amics del món del cinema i alguns representants oficials han presenciat el seu funeral a l'església Santa-Catherine de Honfleur (prop de la seva segona residència). És inhumat al cementiri contigu, abans que les seves despulles siguin traslladades l'any 2009 al cementiri antic de Neuilly-sur-Seine (lloc de la seva residència principal) a prop del seu esposa i de la seva filla.

## Vida privada
Michel Serrault havia conegut Juanita Sant-Peyron al conservatori Maubel a París mentre feia cursos de comèdia. Es casen el 27 de gener de 1958, tenint com a testimonis Jean Poiret i Françoise Dorin. Tenen dues filles: Caroline, que morirà en un accident de trànsit l'any 1977 a l'edat de 19 anys, i Nathalie. Juanita Sant-Peyron, anomenada Nita, morta el 15 de novembre de 2008, haurà estat fins al final l'amor de la seva vida.

## Relat autobiogràfic
Va escriure tres anys abans de la seva mort una obra autobiogràfica: ''Vous avez dit Serrault ?, i un diari: Les Pieds dans le plat !, on comparteix observacions, pensades i crítiques que s'ofereixen a la seva mirada d'actor i al seu cor de cristià.
A la seva autobiografia, explicat que la fe catòlica havia marcat la seva existència i donat sentit a la seva vida.

## Teatre
- 1951: Du-Gu-Du, espectacle dels Branquignols, text d'André Frédérique, música de Gérard Calvi, Teatre La Bruyère
- 1955: L'Amic de la família de Jean Cimera, posada en escena Bernard Blier, Comèdia Caumartin
- 1957: L'Hàbit verd de Robert de Flers i Gaston Arman de Caillavet, posada en escena Marcel Cravenne
- 1958: Senyor Masure de Claude Magnier, posada en escena Claude Barma, Teatre dels Célestins
- 1959: El Tren a Venècia de Louis Verneuil & Georges Berr, posada en escena Jacques Charon, Teatre Michel
- 1961: Un cert senyor Blot de Robert Rocca, posada en escena Renascut Dupuy, Teatre Gramont
- 1963: Sacré Léonard de Jean Poiret i Michel Serrault, posada en escena André Puglia, Teatre Fontaine
- 1964: Quand épousez-vous ma femme ? de Jean Bernard-Luc i Jean-Pierre Conty, posada en escena Jean El Poulain, Teatre del Vaudeville
- 1965: Senyor Dodd d'Arthur Watkyn, posada en escena Jacques-Henri Duval, Teatre des Variétés
- 1966: Operació Lagrelèche de Jean Poiret i Michel Serrault, Teatre Fontaine
- 1967: 'Pour avoir Adrienne de Louis Verneuil, posada en escena Pierre Mondy, Teatre Marigny
- 1968: Gugusse de Marcel Achard, posada en escena Michel Roux, Teatre de la Michodière
- 1969: Les Grosses Têtes de Jean Poiret i Michel Serrault, posada en escena Jean Poiret i René Dupuy, Teatre del Athénée
- 1969: Le Vison voyageur de Ray Cooney i John Chapman, posada en escena Jacques Sereys, Teatre du Gymnase
- 1970: Les Bonshommes de Françoise Dorin, posada en escena Jacques Charon, Teatre du Palais-Royal
- 1972: Le Tombeur de Neil Simon, posada en escena Emilio Bruzzo, Teatre de la Madeleine
- 1973: La Cage aux folles de Jean Poiret, posada en escena Pierre Mondy, Teatre du Palais-Royal
- 1986: L'Avar de Molière, posada en escena Roger Planchon, TNP Villeurbanne, Teatre Mogador
- 1992: Knock ou le triomphe de la médecine  de Jules Romains, posada en escena Pierre Mondy, Teatre de la Porta-Sant-Martin

## Premis i nominacions

### Cèsar
| Any  | Premis                          | Pel·lícula                                | Palmarès |
| ---- | ------------------------------- | ----------------------------------------- | -------- |
| 1979 | César al millor actor secundari | L'Argent des autres                       | No       |
| 1979 | César al millor actor           | Casa de boges (La Cage aux folles)        | Sí       |
| 1981 | César al millor actor           | La Cage aux folles II                     | No       |
| 1982 | César al millor actor           | Garde à vue                               | Sí       |
| 1984 | César al millor actor           | Mortelle Randonnée                        | No       |
| 1986 | César al millor actor           | On ne meurt que deux fois                 | No       |
| 1991 | César al millor actor           | El cas del Doctor Petiot (Docteur Petiot) | No       |
| 1996 | César al millor actor           | Nelly et Monsieur Arnaud                  | Sí       |

### Premi Lumière
| Any  | Premis                     | Pel·lícula               | Rebuda |
| ---- | -------------------------- | ------------------------ | ------ |
| 1996 | Premi Llum al millor actor | Nelly et Monsieur Arnaud | Sí     |
| 1998 | Premi Llum al millor actor | Rien ne va plus          | Sí     |

### Molière
| Any  | Premis       | Obra   | Rebuda |
| ---- | ------------ | ------ | ------ |
| 1987 | Millor actor | L'avar | Sí     |
| 1993 | Millor actor | Knock  | Sí     |

## Condecoracions
- Oficial de la Legió d'Honor, decret del 31 de desembre de 1996
- Commandeur de l'Orde nacional del Mèrit, decret del 14 de novembre de 2002
- Cavaller del Mèrit agrícola